# Théâtre de marionnettes

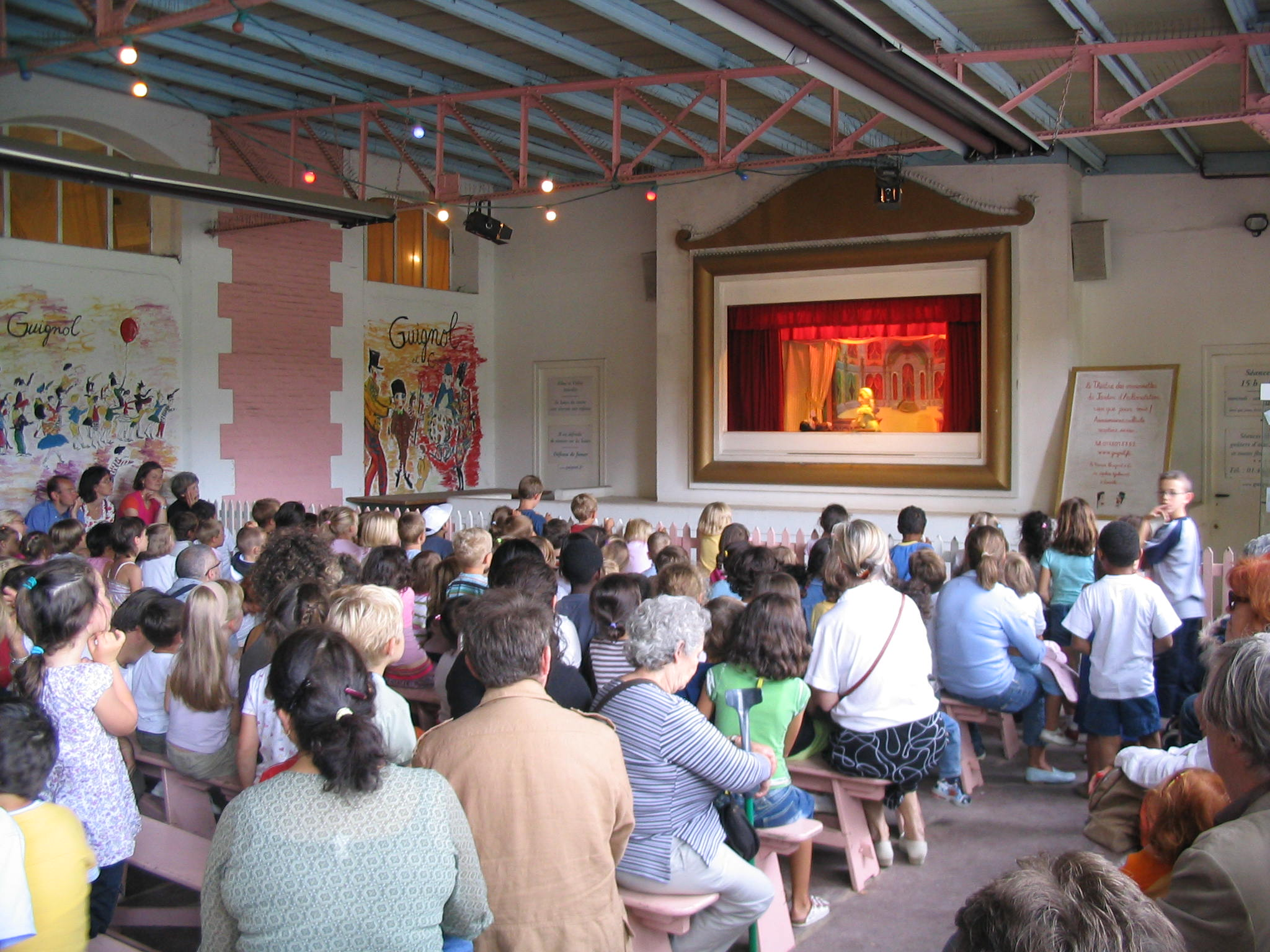
Représentation de théâtre de Guignol, à Paris, dans le jardin d'acclimatation.

Le théâtre de marionnettes ou spectacle de marionnettes est une forme de théâtre réalisée grâce à des marionnettes dont la plus célèbre en France est Guignol.
Le spectacle de marionnettes est un art de spectacle très riche permettant de mettre en jeu différentes formes d'expressions. Pour mettre en scène ce genre de théâtre, il faut passer beaucoup de temps pour créer des marionnettes expressives et très détaillées.

## Histoire du spectacle de marionnettes
Celui-ci a été imaginé dans les jardins publics pour les enfants au XIXe et XXe siècles. En Europe, le spectacle de marionnettes est issu des ombres chinoises à la fin du XVIIIe siècle.

## Lieux

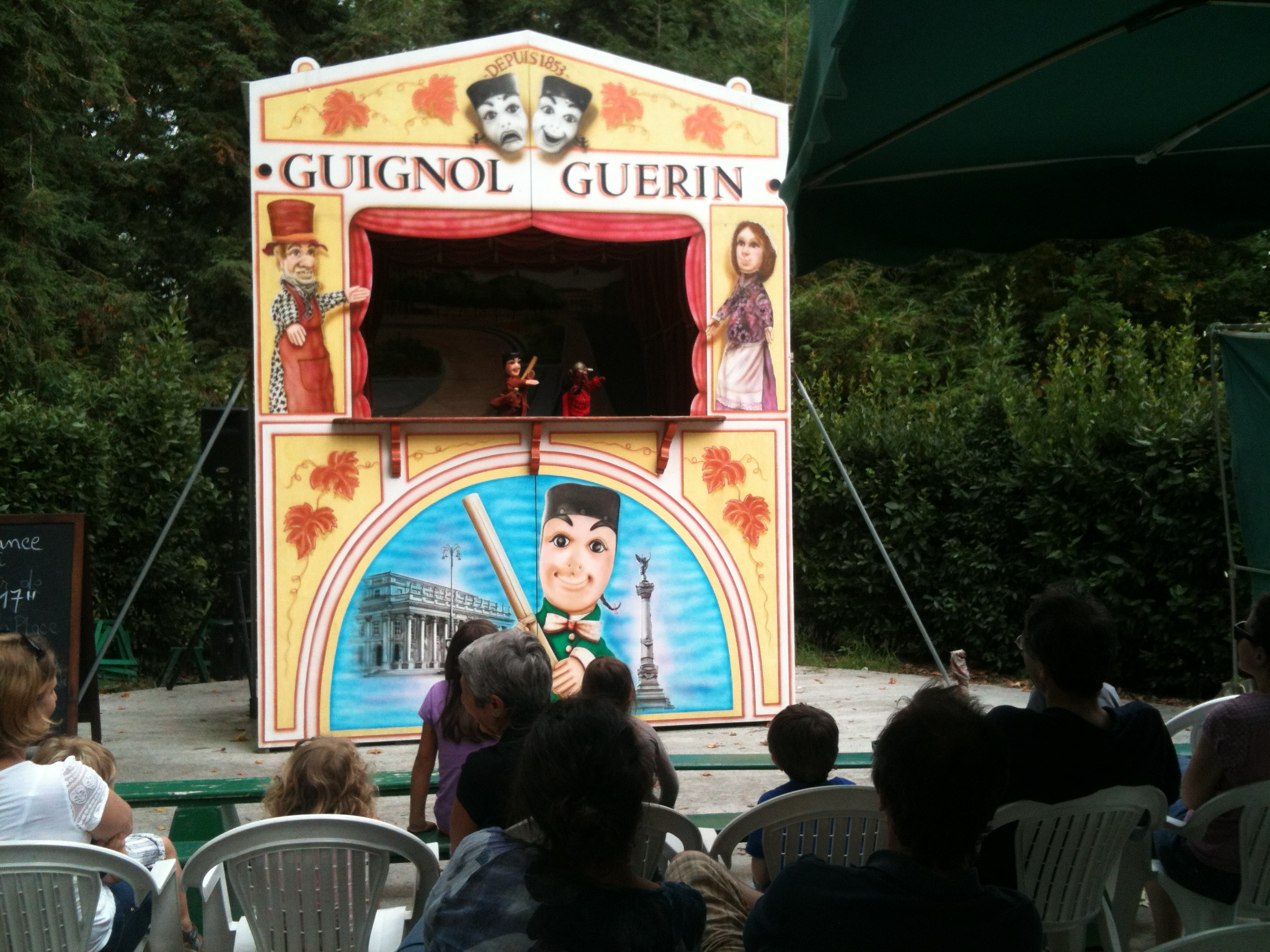
Castelet du spectacle de marionnettes Guignol.

Dans les jardins publics, même si certaines représentations ont eu lieu dans des théâtres fixes, la très grande majorité des spectacles de marionnettes sont ambulants.Le manipulateur avait l'habitude d'animer sa poupée délibérément à la vue du public. Cette tradition a conduit à la construction de scènes démontables, transportables, assez légères et de petite taille appelées le castelet.
Les lieux actuels : Liste de théâtres de marionnettes

### Réception du spectateur

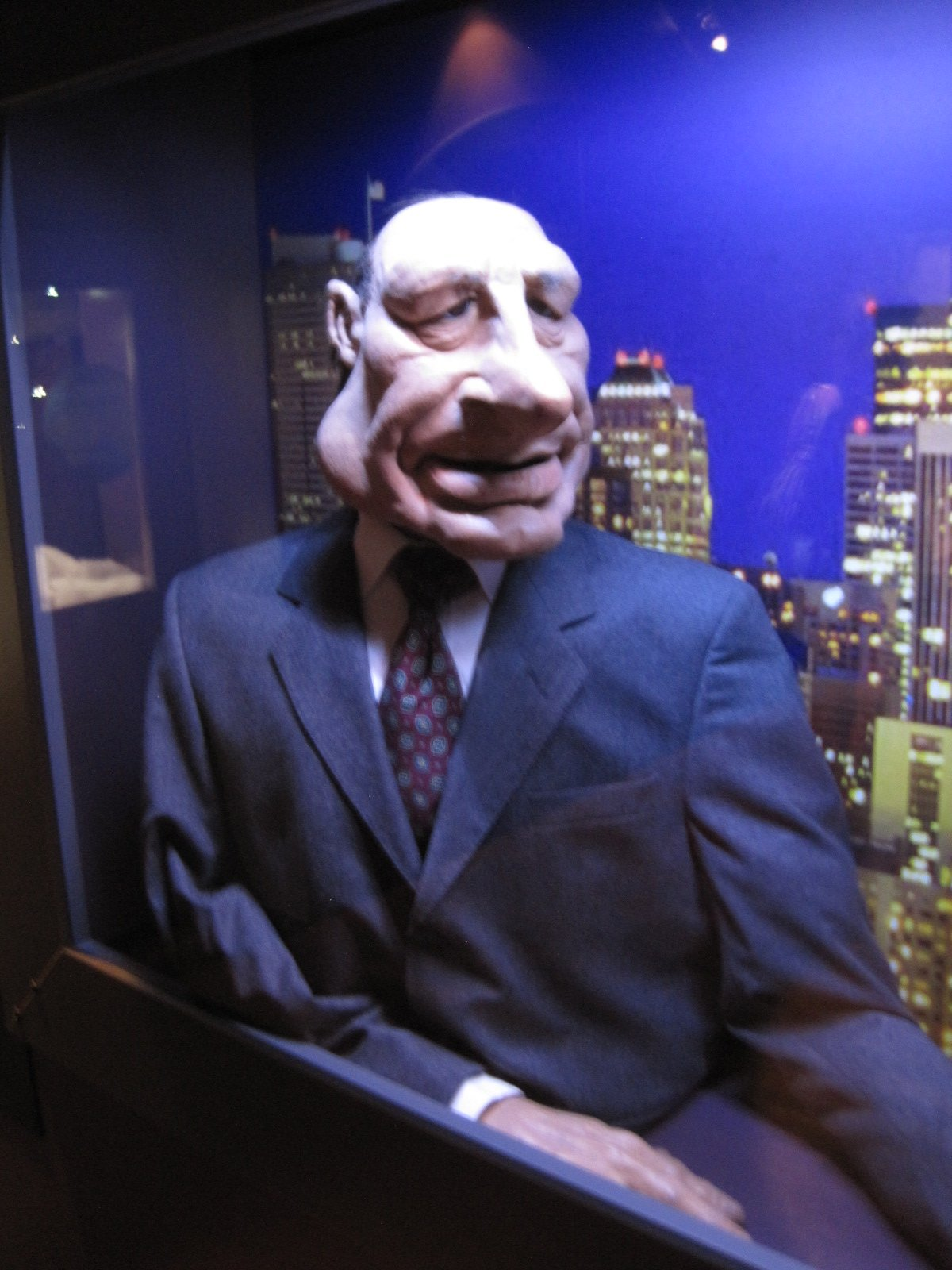
Guignols de l'info.

Le théâtre de marionnettes s'est développé à la télévision et rassemble un public de tout âge en fonction du type d'émissions proposées comme les guignols de l'info sur Canal + qui font des satires des personnages populaires et qui divertissent les adultes. Ou encore, il y a le dessin animé « Bonne nuit les petits » où un ourson et le marchand de sable ainsi que leurs amis sont animés par des marionnettistes. Le but de ce dessin animé est de divertir les enfants avant le coucher.
Des marionnettes sont devenues très populaires comme le personnage Guignol, très apprécié par le public.

## Genres de marionnettes
Il existe plusieurs genres de marionnettes :
- à fils (« fantoche ») que l'on fait bouger grâce à des fils attachés à différentes parties du corps comme la tête, le bras…,
- à tringle : une poupée tenue par une tringle attachée à la tête et dont les mouvements sont très simples,
- à gaine (hand puppet) qui est animée par la main du marionnettiste, son pouce et son majeur forment les bras puis sa tête est soutenue par l'index,
- à tige qui est mise en mouvement par le bas grâce à un dispositif caché dans la gaine…,
- de théâtre d'ombre

- autres
  - Pantin
  - Marotte
  - Sock puppet
  - Finger puppet (en)
  - Supermarionation
  - Théâtre de papier (Toy theater)[2]
  - Múa rối nước (théâtre de marionnettes sur l'eau)